# 145545 Wensayling
145545 Wensayling è un asteroide della fascia principale. Scoperto nel 2006, presenta un'orbita caratterizzata da un semiasse maggiore pari a 3,2998210 UA e da un'eccentricità di 0,1637602, inclinata di 15,41418° rispetto all'eclittica.